# Fußball-Weltmeisterschaft 1998/Deutschland
Dieser Artikel behandelt die deutsche Nationalmannschaft bei der Fußball-Weltmeisterschaft 1998 in Frankreich.

## Qualifikation
Nach einem mühsamen Auftakt gegen Nordirland und Portugal gelang es der deutschen Mannschaft, obwohl man nur einen Sieg gegen einen Konkurrenten erreichte, sich als Erstplatzierte für die WM zu qualifizieren. Die Ukraine kam als Zweitplatzierte noch in ein Play-off-Spiel. Wegen Unruhen in Albanien (sogen.: Lotterieaufstand) musste das Länderspiel am 2. April 1997 gegen Deutschland auf neutralem Grund ausgetragen werden.
| Stadion Hrazdan, Jerewan, 9. Oktober 1996                   | Armenien    | – | Deutschland | 1:5 (0:3) | Tore: Häßler 20., 39.; Klinsmann 26.; Bobić 69.; Kuntz 81.; Mikaelyan 85.                        |
| Frankenstadion, Nürnberg, 9. November 1996                  | Deutschland | – | Nordirland  | 1:1 (1:1) | Tore: Taggart 38.; Möller 40.                                                                    |
| Estádio da Luz, Lissabon, 14. Dezember 1996                 | Portugal    | – | Deutschland | 0:0       |                                                                                                  |
| Estadio Nuevo Los Cármenes, Granada, Spanien, 2. April 1997 | Albanien    | – | Deutschland | 2:3 (0:0) | Tore: B. Kola 61., (90+2).; Kirsten 63., 80., 83.                                                |
| Weserstadion, Bremen, 30. April 1997                        | Deutschland | – | Ukraine     | 2:0 (0:0) | Tore: Bierhoff 62.; Basler 71.                                                                   |
| Olympiastadion, Kiew, 7. Juni 1997                          | Ukraine     | – | Deutschland | 0:0       |                                                                                                  |
| Windsor Park, Belfast, 20. August 1997                      | Nordirland  | – | Deutschland | 1:3 (0:0) | Tore: Hughes 59.; Bierhoff 72., 77., 78.                                                         |
| Olympiastadion, Berlin, 6. September 1997                   | Deutschland | – | Portugal    | 1:1 (0:0) | Tore: Kirsten 80.; Barbosa 70.                                                                   |
| Westfalenstadion, Dortmund, 10. September 1997              | Deutschland | – | Armenien    | 4:0 (0:0) | Tore: Klinsmann 70., 84.; Häßler 85.; Kirsten 90+1.                                              |
| Niedersachsenstadion, Hannover, 11. Oktober 1997            | Deutschland | – | Albanien    | 4:3 (0:0) | Tore: Helmer 64.; Bierhoff 78., 90.; Marschall 85.; Kohler 55. (Eigentor); Tare 80.; R. Vata 87. |

## Aufgebot
Das Aufgebot bestand überwiegend aus den Europameistern von 1996 und etlichen Weltmeistern von 1990. Wie schon beim Titelgewinn zwei Jahre zuvor übernahm Jürgen Klinsmann das Amt des Spielführers. Der Kapitän der Weltmeister-Elf von 1990, Lothar Matthäus, kehrte zurück in den Kader. Der Kader war durchschnittlich 30,28 Jahre alt, so alt wie der WM-Kader keiner anderen deutschen Nationalelf.
| Nummer     | Name                        | Damaliger Verein     | Geburtstag | Länderspiele/Tore (a) | Sp.      | Tor      | Rot      | G/R      | Gelb     |
| Torhüter   | Torhüter                    | Torhüter             | Torhüter   | Torhüter              | Torhüter | Torhüter | Torhüter | Torhüter | Torhüter |
| ---------- | --------------------------- | -------------------- | ---------- | --------------------- | -------- | -------- | -------- | -------- | -------- |
| 12         | Oliver Kahn                 | FC Bayern München    | 15.06.1969 | 010 (00)              | 0        | 0        | 0        | 0        | 0        |
| 1          | Andreas Köpke               | Olympique Marseille  | 12.03.1962 | 054 (00)              | 5        | 0        | 0        | 0        | 0        |
| 22         | Jens Lehmann                | FC Schalke 04        | 10.11.1969 | 02 (00)               | 0        | 0        | 0        | 0        | 0        |
| Abwehr     |                             |                      |            |                       |          |          |          |          |          |
| 14         | Markus Babbel               | FC Bayern München    | 08.09.1972 | 030 (00)              | 2        | 0        | 0        | 0        | 1        |
| 5          | Thomas Helmer               | FC Bayern München    | 21.04.1965 | 066 (05)              | 2        | 0        | 0        | 0        | 0        |
| 4          | Jürgen Kohler               | Borussia Dortmund    | 06.10.1965 | 101 (02)              | 4        | 0        | 0        | 0        | 0        |
| 8          | Lothar Matthäus             | FC Bayern München    | 21.03.1961 | 125 (22)              | 4        | 0        | 0        | 0        | 2        |
| 19         | Stefan Reuter               | Borussia Dortmund    | 16.10.1966 | 068 (02)              | 1        | 0        | 0        | 0        | 0        |
| 6          | Olaf Thon                   | FC Schalke 04        | 01.05.1966 | 049 (03)              | 3        | 0        | 0        | 0        | 0        |
| 2          | Christian Wörns             | Bayer 04 Leverkusen  | 10.05.1972 | 017 (00)              | 5        | 0        | 1        | 0        | 0        |
| Mittelfeld |                             |                      |            |                       |          |          |          |          |          |
| 15         | Steffen Freund              | Borussia Dortmund    | 19.01.1970 | 021 (00)              | 0        | 0        | 0        | 0        | 0        |
| 16         | Dietmar Hamann              | FC Bayern München    | 27.08.1973 | 07 (01)               | 5        | 0        | 0        | 0        | 2        |
| 10         | Thomas Häßler               | Karlsruher SC        | 30.05.1966 | 093 (11)              | 4        | 0        | 0        | 0        | 1        |
| 3          | Jörg Heinrich               | Borussia Dortmund    | 06.12.1969 | 015 (02)              | 5        | 0        | 0        | 0        | 2        |
| 13         | Jens Jeremies               | TSV 1860 München     | 05.03.1974 | 05 (00)               | 3        | 0        | 0        | 0        | 1        |
| 7          | Andreas Möller              | Borussia Dortmund    | 02.09.1967 | 079 (28)              | 3        | 1        | 0        | 0        | 0        |
| 21         | Michael Tarnat              | FC Bayern München    | 27.10.1969 | 012 (00)              | 4        | 0        | 0        | 0        | 2        |
| 17         | Christian Ziege             | AC Mailand           | 01.02.1972 | 037 (04)              | 4        | 0        | 0        | 0        | 0        |
| Angriff    |                             |                      |            |                       |          |          |          |          |          |
| 20         | Oliver Bierhoff             | Udinese Calcio       | 01.05.1968 | 026 (17)              | 5        | 3        | 0        | 0        | 0        |
| 9          | Ulf Kirsten                 | Bayer 04 Leverkusen  | 04.12.1965 | 081 (28)              | 4        | 0        | 0        | 0        | 0        |
| 18         | Jürgen Klinsmann            | Tottenham Hotspur    | 30.07.1964 | 103 (44)              | 5        | 3        | 0        | 0        | 1        |
| 11         | Olaf Marschall              | 1. FC Kaiserslautern | 19.03.1966 | 011 (02)              | 1        | 0        | 0        | 0        | 0        |
| Trainer    |                             |                      |            |                       |          |          |          |          |          |
|            | Berti Vogts (Bundestrainer) |                      | 30.12.1946 |                       |          |          |          |          |          |

Des Weiteren berief Bundestrainer Berti Vogts 13 weitere Spieler, für den Fall von etwaigen Verletzungen in seinem 22 Spieler umfassenden Aufgebot, auf Abruf. Zu diesen Spielern zählten: Fredi Bobic, Marco Bode, Andreas Buck, Yves Eigenrauch, Dieter Eilts, Stefan Klos, Thomas Linke, Christian Nerlinger, Oliver Neuville, Jens Nowotny, Marco Rehmer, Lars Ricken und Mehmet Scholl.
Zu einer Nachnominierung eines Spielers aus diesem Kreis kam es allerdings nicht.

## Deutsche Spiele

### Vorrunde
- Deutschland –  USA 2:0 (1:0) am 15. Juni 1998

Deutschland: Köpke – Wörns, Thon, Kohler – Heinrich, Möller (89. Babbel), Häßler (50. Hamann), Jeremies, Reuter (70. Ziege) – Klinsmann, Bierhoff
USA: Keller – Pope, Régis, Burns (46. Hejduk), Dooley – Jones, Deering (72. Ramos), Maisonneuve, Reyna – Stewart, Wynalda (65. Wegerle)
Stadion: Parc des Princes (Paris)
Zuschauer: 43.815
Schiedsrichter: Said Belqola (Marokko)
Tore: 1:0 Möller (8.), 2:0 Klinsmann (64.)
- Deutschland –  Jugoslawien 2:2 (0:1) am 21. Juni 1998

Deutschland: Köpke – Wörns, Thon, Kohler, – Heinrich, Möller (57. Kirsten), Jeremies, Hamann (46. Matthäus), Ziege (66. Tarnat) – Klinsmann, Bierhoff
Jugoslawien: Kralj – Djorović, Komljenović, Petrović (74. Stević) – Jokanović, Jugović, Stojković, Mihajlović, Stanković (66. Govedarica) – Mijatović, Kovačević (57. Ognjenović)
Stadion: Stade Félix Bollaert (Lens)
Zuschauer: 38.100
||
Schiedsrichter: Kim Milton Nielsen (Dänemark)
Tore: 0:1 Mijatović (2.), 0:2 Stojković (54.), 1:2 Mihajlović (73. Eigentor), 2:2 Bierhoff (80.)
- Deutschland –  Iran 2:0 (0:0) am 25. Juni 1998

Deutschland: Köpke – Wörns, Thon (46. Hamann), Kohler – Heinrich, Helmer, Matthäus, Häßler (69. Kirsten), Tarnat (76. Ziege) – Klinsmann, Bierhoff
Iran: Abedzadeh – Khakpour, Mohammadkhani, Zarincheh (70. Dinmohammadi), Pashazadeh – Mahdavikia, Bagheri, Estili, Minavand – Daei, Azizi
Stadion: La Mosson (Montpellier)
Zuschauer: 29.800
Schiedsrichter: Epifanio González (Paraguay)
Tore: 1:0 Bierhoff (50.), 2:0 Klinsmann (57.)

### Achtelfinale
- Deutschland –  Mexiko 2:1 (0:0) am 29. Juni 1998

Deutschland: Köpke – Wörns, Matthäus, Babbel – Heinrich (58. Möller), Hamann, Häßler (74. Kirsten), Helmer (37. Ziege), Tarnat – Klinsmann, Bierhoff
Mexiko: Campos – Lara, Suarez, Davino – Pardo, Palencia (53. Arellano), Bernal (46. Carmona), Garcia Aspe (87. Pelaez), Villa – Hernández, Blanco
Stadion: La Mosson (Montpellier)
Zuschauer: 35.500
Schiedsrichter: Vítor Melo Pereira (Portugal)
Tore: 0:1 Hernández (47.), 1:1 Klinsmann (75.), 2:1 Bierhoff (87.)

### Viertelfinale
- Deutschland –  Kroatien 0:3 (0:1) am 4. Juli 1998

Deutschland: Köpke – Wörns, Matthäus, Kohler – Heinrich, Hamann (79. Marschall), Häßler (69. Kirsten), Jeremies, Tarnat – Klinsmann, Bierhoff
Kroatien: Ladić – Bilić, Štimac, Šimić – Stanić, Soldo, Boban, Asanović, Jarni – Vlaović (83. Marić), Šuker
Stadion: Stade Gerland (Lyon)
Zuschauer: 43.300
Schiedsrichter: Rune Pedersen (Norwegen)
Tore: 0:1 Jarni (45.), 0:2 Vlaović (80.), 0:3 Šuker (85.)
Rote Karte: Wörns (40.)

## Belege
1. ↑  RP ONLINE: Durchschnittsalter aller deutschen WM-Teams. 10. Juni 2010, abgerufen am 18. April 2021.
2. ↑  Homepage des DFB Aus dem Menü muss noch die WM 1998 ausgewählt werden.
3. ↑  Matthäus im deutschen WM-Aufgebot - WELT. 15. November 2011, abgerufen am 29. Februar 2024.